# Wypadki chodzą po ludziach
Wypadki chodzą po ludziach (ang. Accidents Happen) – australijsko-brytyjski komediodramat z 2009 roku w reżyserii Andrew Lancastera. Wyprodukowana przez wytwórnię Christal Films. Główną rolę w filmach zagrali Geena Davis, Harrison Gilbertson, Sebastian Gregory, Harry Cook, Joel Tobeck i Sarah Woods. Zdjęcia do filmu kręcono w Sydney w Australii.
Premiera filmu miała miejsce 23 kwietnia 2009 roku podczas Festiwalu Filmowego w Tribece. Rok później premiera filmu pojawiła się 22 kwietnia 2010 roku w Australii.

## Opis fabuły
Akcja filmu rozgrywa się w Australii w latach 80. XX wieku. Szczęście rodziny Conwayów burzy tragiczny wypadek samochodowy. Ginie w nim jedno z dzieci Glorii (Geena Davis) i Raya (Joel Tobeck), a drugie zapada w śpiączkę. Kilka lat później ich najmłodszy syn Billy (Harrison Gilbertson) może trafić do więzienia. Rodzina przeżywa kolejną ciężką próbę.

## Obsada
Źródło: Filmweb
- Geena Davis jako Gloria Conway[5]
- Joel Tobeck jako Ray Conway[5]
- Erik Thomson jako Bob[5]
- Morgan Griffin jako Katrina[6]
- Katrina Retallick jako Connie
- Rebecca Massey jako Louise[5]
- Sebastian Gregory jako Doug Post[5]
- Harry Cook jako Larry Conway[7]
- Harrison Gilbertson jako Billy Conway[8]
- Wendy Playfair jako pani Smolensky
- Sarah Woods jako Dottie Post[5]
- Troy Planet jako Tiny Post
- Joshua Denyer jako młody Gene Conway
- Ivy Latimer jako młoda Linda Conway
- Viva Bianca jako Becky
- Nathan Page jako młody człowiek przy bingo